# Draymond Green
Draymond Jamal Green (Saginaw, 4 marzo 1990) è un cestista statunitense, professionista nella NBA con i Golden State Warriors.
Dal 2012 gioca in NBA, scelto come 35ª scelta dai Golden State Warriors; per via di questo è ritenuto una delle migliori steal nella storia del Draft. Ha vinto quattro volte il campionato NBA con la franchigia della baia, oltre ad aver preso parte all'All-Star Game, all'All-NBA Team, all'NBA All-Defensive Team e ad aver vinto il premio di difensore dell'anno nella stagione 2016-2017.

## Caratteristiche tecniche
Draymond Green gioca da ala grande, nonostante sia sottodimensionato per tale ruolo essendo alto 198 cm per 104 kg. Ciononostante è ritenuto uno dei migliori difensori della lega, in grado di difendere sui lunghi e sui piccoli. Ha fatto inoltre parte in più occasioni dell'All-NBA Defensive Team, in quanto ottimo stoppatore, rimbalzista e rubapalloni. Dispone anche di un'ottima visione di gioco che gli consente di fornire ottimi assist ai compagni; è invece un ondivago tiratore da 3 punti, venendo spesso battezzato dalle difese avversarie.
Il suo modo di giocare è caratterizzato da una grande foga agonistica, e ciò in più occasioni lo ha portato ad avere liti e a commettere flagrant fouls sugli avversari (che gli hanno fatto guadagnare la reputazione di giocatore sporco) oltre a falli tecnici, di cui è tra i primi nella lega.

## Carriera

### NBA (2012-)
Dopo quattro stagioni nei Michigan State Spartans, venne selezionato al Draft NBA 2012 come 35ª scelta assoluta dai Golden State Warriors. Dopo essere stato in panchina nei primi due anni lasciando spazio a David Lee, nel 2014-2015, con l'arrivo di Steve Kerr in panchina, è diventato titolare della squadra. I risultati sono stati ottimi in quanto le sue prestazioni sono state ottime: ad esempio è diventato uno dei cestisti ad aver realizzato nella storia della NBA un 5x5, avendo messo a referto 24 punti, 11 rimbalzi, 8 assist, 5 palle rubate e 5 stoppate nella sfida vinta dai Golden State Warriors contro i Boston Celtics dell'11 dicembre 2015 e uno dei sei giocatori ad aver realizzato una tripla doppia in una NBA Finals nella gara che assegna il titolo alla propria squadra (ovvero Gara 6 della Finals 2015).

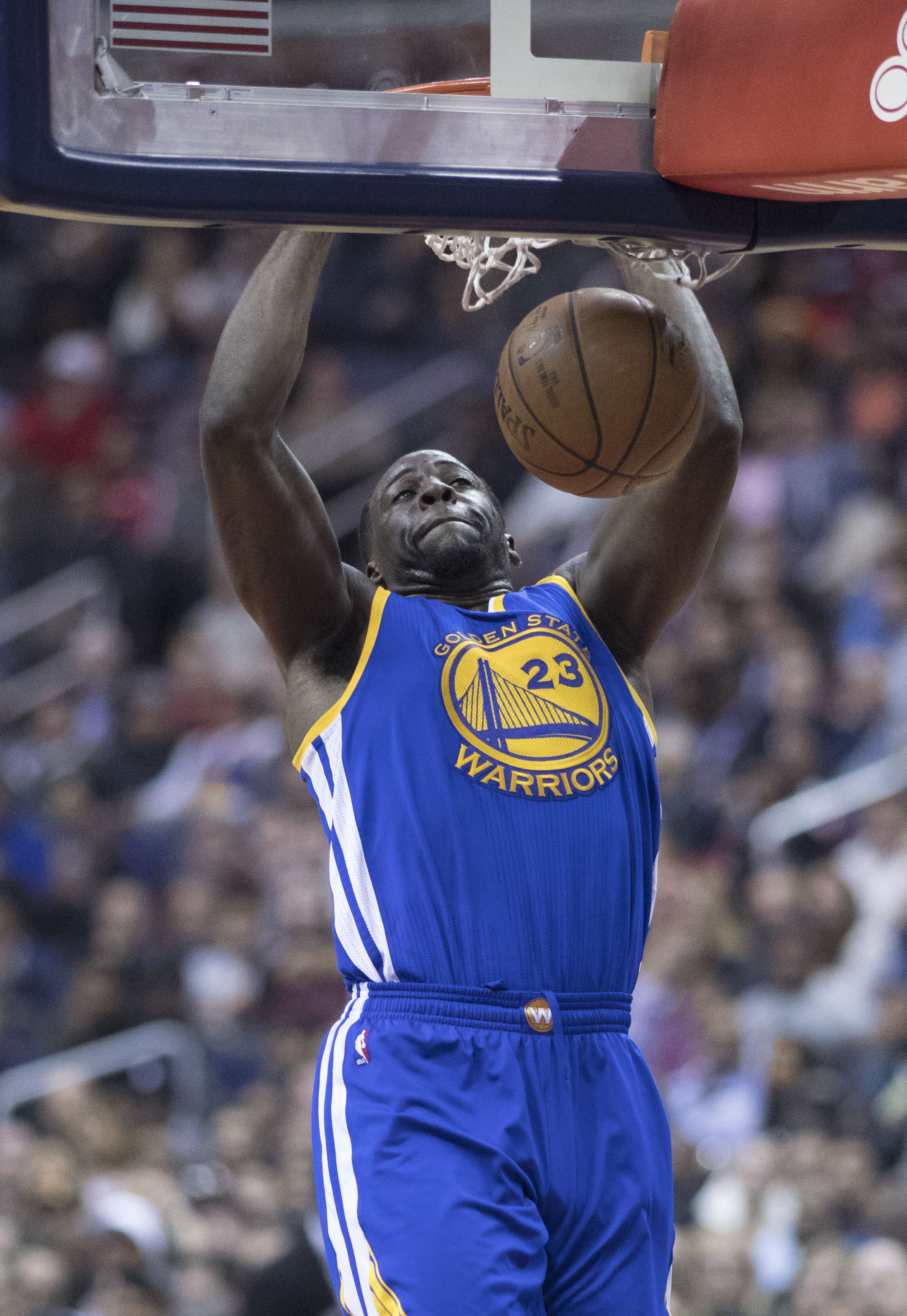
Green schiaccia a canestro

L'anno successivo Green migliora ulteriormente il proprio rendimento arrivando a tenere 14 punti, 9,5 rimbalzi, 7,4 assist, 1,5 palle rubate e 1,4 stoppate, contribuendo così all'arrivo della squadra al record di vittorie NBA di 73-9, superando i Chicago Bulls del 1995-1996. L'ultimo giocatore ad avere messo a referto 9 assist e 7 rimbalzi di media nella stessa stagione era Grant Hill nel 1996-1997. Gli Warriors, seppur con molte difficoltà, tornano in finale NBA, dove Green si rende protagonista di un episodio negativo: in gara-4 (vinta dai gialloblù per 108-97 che si sono portati sul 3-1 nella serie) ha commesso un flagrant ai danni di LeBron James che gli è costato una squalifica. L'episodio è comunque costato caro agli Warriors, diventando così una delle cause per il quale i californiani hanno subito una rimonta da 3-1 a 3-4 perdendo così l'anello.

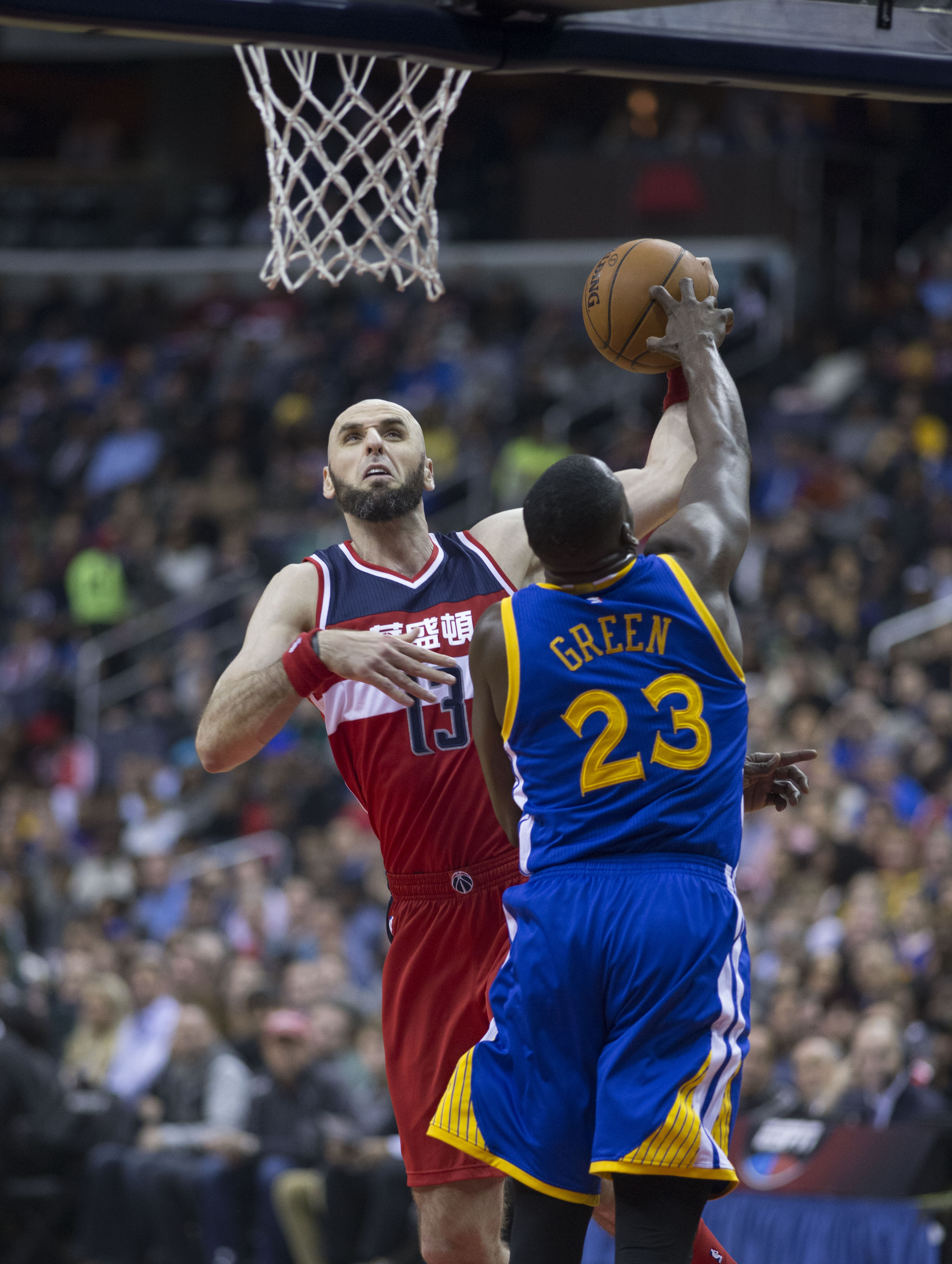
Green mentre stoppa Marcin Gortat

La stagione successiva rimane a Golden State, e in estate aiuta gli Warriors a compiere una mossa importante: ha aiutato la dirigenza a convincere il free agent Kevin Durant a venire nella baia. L'11 febbraio 2017, totalizzando 12 rimbalzi, 10 assist, 10 palle recuperate e 4 punti nella vittoria esterna contro i Memphis Grizzlies, diventa il primo giocatore della storia della NBA ad aver realizzato una tripla doppia con meno di 10 punti all'attivo. Ha vinto il suo secondo anello a fine stagione in cinque gare nuovamente contro i Cleveland Cavaliers. Con 2 palle rubate a partita è stato il giocatore con la media più alta della lega nel corso della stagione 2016-2017. Al termine di quest'ultima stagione ha vinto il premio di miglior difensore dell'anno. Oltre a questo riconoscimento, è risultato essere il secondo tra le ali per assist forniti ai compagni (dietro LeBron James) oltre a essere il giocatore che ha rubato più palloni di tutta l'NBA.

### Nazionale
Nel 2011 ha partecipato alle Universiadi che si sono tenute a Shenzhen.

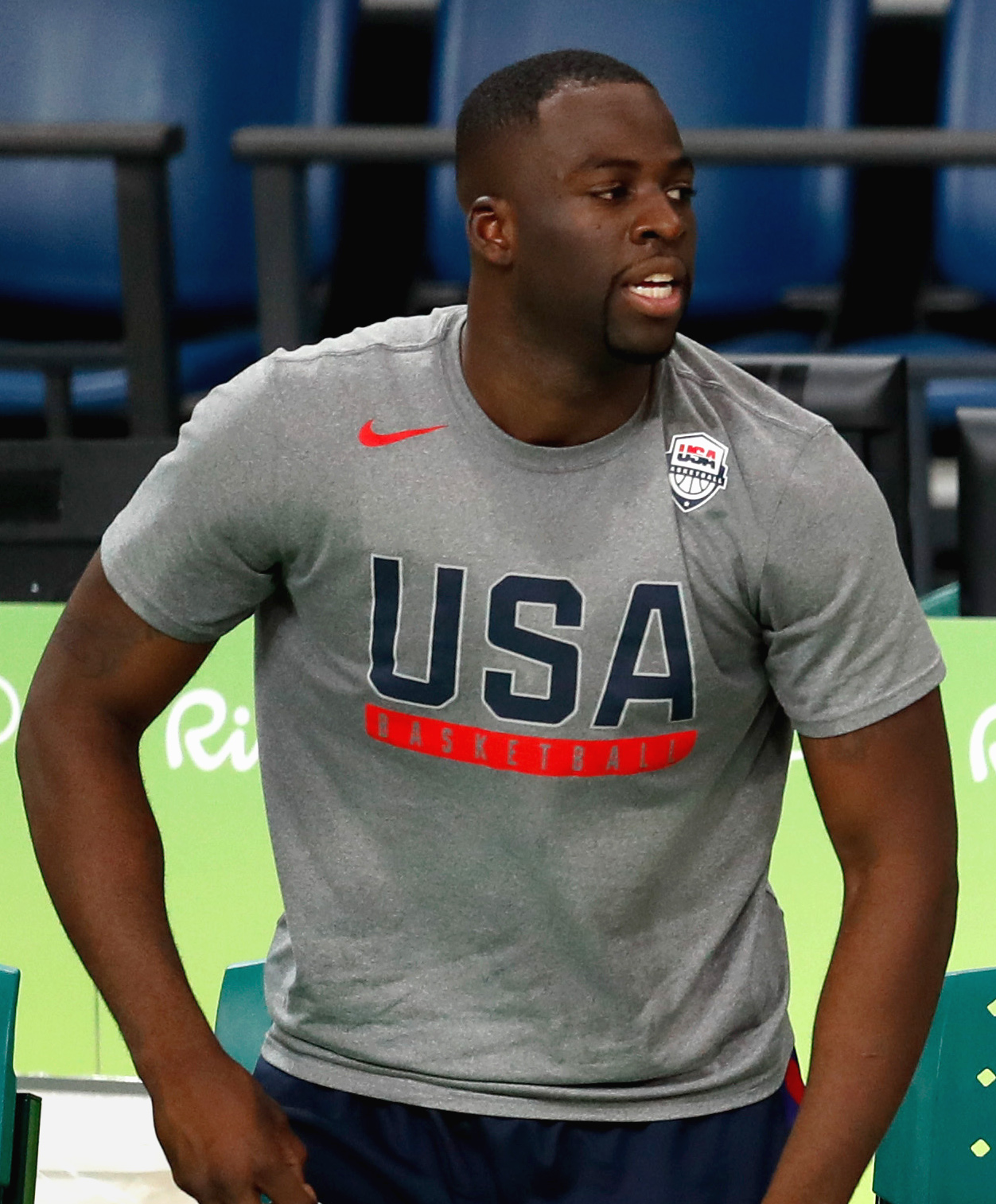
Green in maglia USA nel 2016

Nel 2016 invece è stato convocato alle Olimpiadi di Rio, competizione in cui ha vinto la medaglia d'oro. Nel 2021 ha vinto la sua seconda medaglia d'oro con team USA alle Olimpiadi di Tokyo.

## Controversie
L'11 luglio 2016 è stato arrestato per un'aggressione; è stato successivamente rilasciato in seguito al pagamento di una cauzione di 200 dollari.

## Statistiche
| † | Denota una stagione in cui ha vinto il titolo |
| * | Primo nella lega                              |

### NCAA
| Anno      | Squadra      | PG  | PT | MP   | TC%  | 3P%  | TL%  | RP   | AP  | PRP | SP  | PP   |
| --------- | ------------ | --- | -- | ---- | ---- | ---- | ---- | ---- | --- | --- | --- | ---- |
| 2008-2009 | MSU Spartans | 37  | 0  | 11,4 | 55,6 | 0,0  | 61,5 | 3,3  | 0,8 | 0,6 | 0,2 | 3,3  |
| 2009-2010 | MSU Spartans | 37  | 3  | 25,5 | 52,5 | 12,5 | 67,2 | 7,7  | 3,0 | 1,2 | 0,9 | 9,9  |
| 2010-2011 | MSU Spartans | 34  | 27 | 30,1 | 42,6 | 36,6 | 68,3 | 8,6  | 4,1 | 1,8 | 1,1 | 12,6 |
| 2011-2012 | MSU Spartans | 37  | 36 | 33,2 | 44,9 | 38,8 | 72,3 | 10,6 | 3,8 | 1,5 | 0,9 | 16,2 |
| Carriera  | Carriera     | 145 | 66 | 25,0 | 46,7 | 36,1 | 68,7 | 7,6  | 2,9 | 1,2 | 0,8 | 10,5 |

#### Massimi in carriera
- Massimo di punti: 34 vs Gonzaga (10 dicembre 2011)[40]
- Massimo di rimbalzi: 18 vs North Carolina-Chapel Hill (11 novembre 2011)
- Massimo di assist: 10 (3 volte)
- Massimo di palle rubate: 6 vs Lehigh (22 dicembre 2011)
- Massimo di stoppate: 6 vs South Carolina (16 novembre 2010)
- Massimo di minuti giocati: 39 (4 volte)

### NBA

#### Regular Season
| Anno       | Squadra       | PG  | PT  | MP   | TC%  | 3P%  | TL%  | RP  | AP  | PRP  | SP  | PP   |
| ---------- | ------------- | --- | --- | ---- | ---- | ---- | ---- | --- | --- | ---- | --- | ---- |
| 2012-2013  | G.S. Warriors | 79  | 1   | 13,4 | 32,7 | 20,9 | 81,8 | 3,3 | 0,7 | 0,5  | 0,3 | 2,9  |
| 2013-2014  | G.S. Warriors | 82  | 12  | 21,9 | 40,7 | 33,3 | 66,7 | 5,0 | 1,9 | 1,2  | 0,9 | 6,2  |
| 2014-2015† | G.S. Warriors | 79  | 79  | 31,5 | 44,3 | 33,7 | 66,0 | 8,2 | 3,7 | 1,6  | 1,3 | 11,7 |
| 2015-2016  | G.S. Warriors | 81  | 81  | 34,7 | 49,0 | 38,8 | 69,6 | 9,5 | 7,4 | 1,5  | 1,4 | 14,0 |
| 2016-2017† | G.S. Warriors | 76  | 76  | 32,5 | 41,8 | 30,8 | 70,9 | 7,9 | 7,0 | 2,0* | 1,4 | 10,2 |
| 2017-2018† | G.S. Warriors | 70  | 70  | 32,7 | 45,4 | 30,1 | 77,5 | 7,6 | 7,3 | 1,4  | 1,3 | 11,0 |
| 2018-2019  | G.S. Warriors | 66  | 66  | 31,3 | 44,5 | 28,5 | 69,2 | 7,3 | 6,9 | 1,4  | 1,1 | 7,4  |
| 2019-2020  | G.S. Warriors | 43  | 43  | 28,4 | 38,9 | 27,9 | 75,9 | 6,2 | 6,2 | 1,4  | 0,8 | 8,0  |
| 2020-2021  | G.S. Warriors | 63  | 63  | 31,5 | 44,7 | 27,0 | 79,5 | 7,1 | 8,9 | 1,7  | 0,8 | 7,0  |
| 2021-2022† | G.S. Warriors | 46  | 44  | 28,9 | 52,5 | 29,6 | 65,9 | 7,3 | 7,0 | 1,3  | 1,1 | 7,5  |
| 2022-2023  | G.S. Warriors | 73  | 73  | 31,5 | 52,7 | 30,5 | 71,3 | 7,2 | 6,8 | 1,0  | 0,8 | 8,5  |
| 2023-2024  | G.S. Warriors | 55  | 52  | 27,1 | 49,7 | 39,5 | 73,0 | 7,2 | 6,0 | 1,0  | 0,9 | 8,6  |
| 2024-2025  | G.S. Warriors | 68  | 66  | 29,2 | 42,4 | 32,5 | 68,7 | 6,1 | 5,6 | 1,5  | 1,0 | 9,0  |
| Carriera   | Carriera      | 881 | 726 | 28,7 | 44,9 | 32,0 | 71,0 | 6,9 | 5,6 | 1,3  | 1,0 | 8,7  |
| All-Star   | All-Star      | 3   | 0   | 15,6 | 37,5 | 0,0  | 75,0 | 5,7 | 2,7 | 2,0  | 0,7 | 3,0  |

#### Play-off
| Anno     | Squadra       | PG  | PT  | MP   | TC%  | 3P%  | TL%  | RP   | AP  | PRP | SP  | PP   |
| -------- | ------------- | --- | --- | ---- | ---- | ---- | ---- | ---- | --- | --- | --- | ---- |
| 2013     | G.S. Warriors | 12  | 1   | 18,6 | 42,9 | 39,1 | 76,5 | 4,3  | 1,6 | 0,5 | 0,8 | 5,8  |
| 2014     | G.S. Warriors | 7   | 4   | 32,6 | 46,7 | 27,6 | 79,2 | 8,3  | 2,9 | 1,7 | 1,7 | 11,9 |
| 2015†    | G.S. Warriors | 21  | 21  | 37,3 | 41,7 | 26,4 | 73,6 | 10,1 | 5,2 | 1,8 | 1,2 | 13,7 |
| 2016     | G.S. Warriors | 23  | 23  | 38,2 | 43,1 | 36,5 | 73,8 | 9,9  | 6,0 | 1,6 | 1,8 | 15,4 |
| 2017†    | G.S. Warriors | 17  | 17  | 34,9 | 44,7 | 41,0 | 68,7 | 9,1  | 6,5 | 1,8 | 1,6 | 13,1 |
| 2018†    | G.S. Warriors | 21  | 21  | 39,0 | 43,2 | 26,6 | 79,6 | 10,6 | 8,1 | 2,0 | 1,5 | 10,8 |
| 2019     | G.S. Warriors | 22  | 22  | 38,7 | 49,8 | 22,8 | 71,8 | 10,1 | 8,5 | 1,5 | 1,5 | 13,3 |
| 2022†    | G.S. Warriors | 22  | 22  | 32,0 | 47,9 | 20,5 | 63,8 | 7,2  | 6,3 | 1,1 | 1,0 | 8,0  |
| 2023     | G.S. Warriors | 12  | 9   | 30,6 | 46,2 | 25,0 | 72,7 | 6,9  | 6,8 | 1,5 | 1,0 | 9,4  |
| 2025     | G.S. Warriors | 12  | 12  | 32,4 | 38,9 | 26,7 | 69,2 | 5,5  | 3,8 | 1,4 | 0,9 | 9,1  |
| Carriera | Carriera      | 169 | 152 | 34,5 | 44,5 | 30,0 | 72,6 | 8,6  | 6,0 | 1,5 | 1,3 | 11,4 |

#### Massimi in carriera
- Massimo di punti: 37 vs Portland Trail Blazers (7 maggio 2016)[41]
- Massimo di rimbalzi: 20 vs Atlanta Hawks (6 febbraio 2015)
- Massimo di assist: 19 (2 volte)
- Massimo di palle rubate: 10 vs Memphis Grizzlies (11 febbraio 2017)
- Massimo di stoppate: 7 vs Portland Trail Blazers (9 maggio 2016)
- Massimo di minuti giocati: 50 vs Boston Celtics (11 dicembre 2015)

## Palmarès
- Campionato NBA: 4

Golden State Warriors: 2015, 2017, 2018, 2022
- Difensore dell'anno: 1

2017
- Convocazioni all'NBA All-Star: 4

2016, 2017, 2018, 2022
- NABC Player of the Year (2012)
- NCAA AP All-America First Team (2012)
- Leader in palle rubate NBA: 1

2017
- NBA All-Defensive Team: 9

First Team: 2015, 2016, 2017, 2021, 2025
Second Team: 2018, 2019, 2022, 2023
- Squadre All-NBA: 2

Second Team: 2016
Third Team: 2017